# Кордильєри

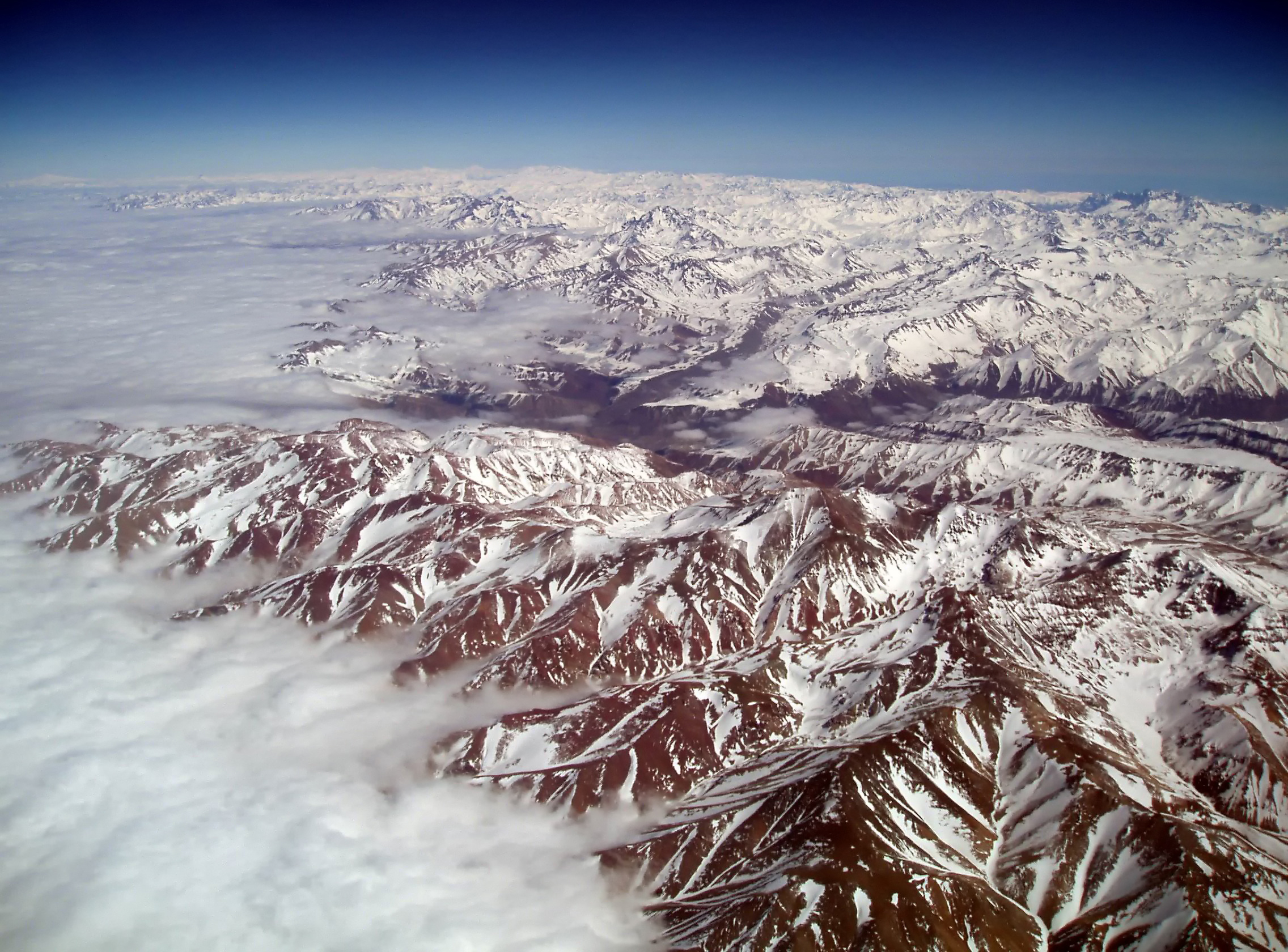
Кордильєри Південної Америки (Анди)

Кордильєра — це широкий ланцюг гір чи гірських хребтів. Термін запозичений з іспанського слова cordillera. Найчастіше його вживають у галузі фізичної географії:
- Американські Кордильєри
- Аннамські гори (Аннамітські Кордильєри, Аннаміти, Труонг Сон)
- Арктичні Кордильєри
- Кордильєра-Бетіка
- Центральний хребет (Нова Гвінея)
- Кордильєрський адміністративний регіон
- Кантабрійські гори
- Кордильєра-Сентраль
- Кордильєра-де-Мерида
- Чилійський прибережний хребет
- Прибережний хребет (Венесуела)
- Кордильєра-Оксиденталь
- Кордильєра-Орієнталь